# Spectralon

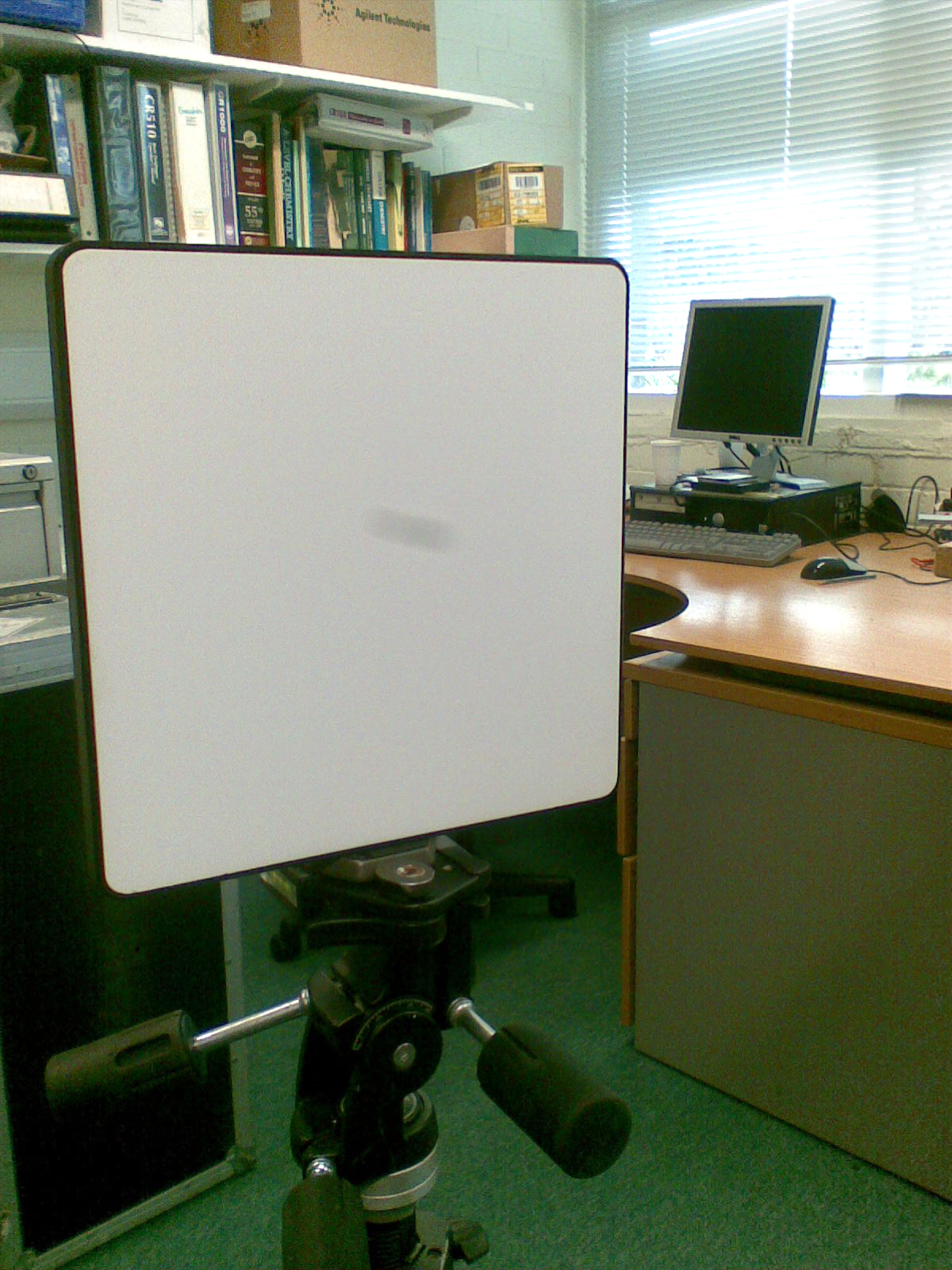
Un tablero de Spectralon

El Spectralon es un fluoropolímero que posee la reflexión difusa más alta de cualquier material conocido o capa a la luz ultravioleta, visible o regiones del espectro cercanas al infrarrojo. Exhibe un comportamiento altamente lambertiano, y puede ser maquinada en formas de gran variedad geométrica para la construcción de componentes ópticos como ser blancos de calibración, esferas integradoras y cavidades de bombeo óptico para láseres.

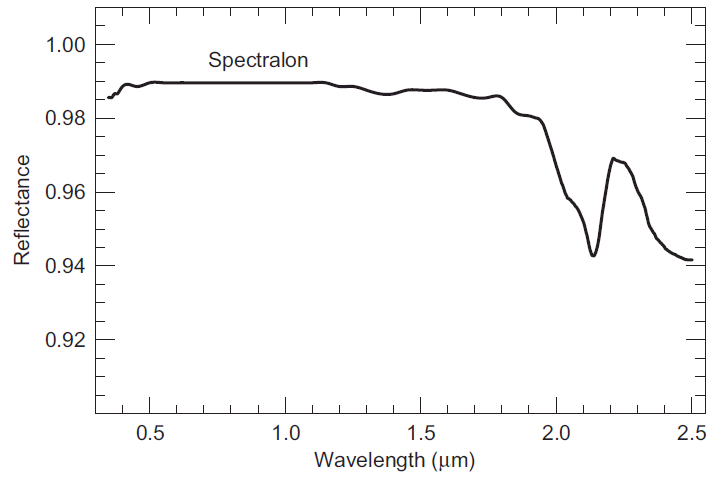
Espectro de reflexión del Spectralon

## Historia
El Spectralon fue desarrollado por Labsphere y ha estado disponible desde 1986.